# Edmonton Elks

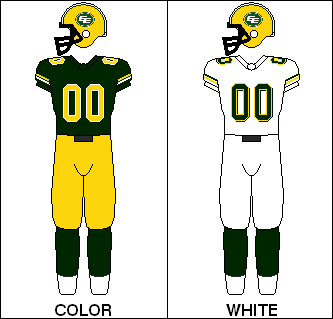
Edmonton Elks

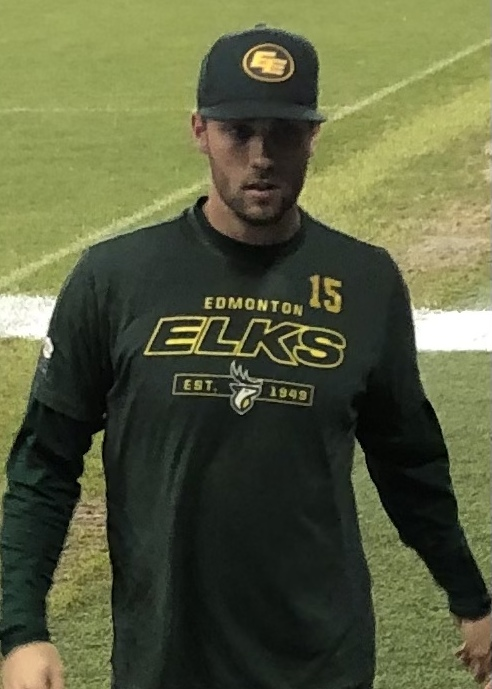
Fotografie Taylora Corneliuse z tréninku.

Edmonton Elks (do roku 2020 Edmonton Eskimos, přechodně Edmonton Football Team) je klub kanadského fotbalu sídlící ve městě Edmonton v kanadské provincii Alberta. Založen byl v roce 1949 a hraje v Západní divizi Canadian Football League. Domácím stadionem týmu Elks je v současné době Commonwealth Stadium. Edmonton čtrnáctkrát vyhrál CFL a získal Grey Cup, naposledy v roce 2015. Na popud inuitské komunity se vedení v červenci 2020 rozhodlo, podobně jako Washington (dříve Redskins) v NFL, změnit identitu svázanou se stereotypy o původních obyvatelích Ameriky. V červnu 2021 bylo vybráno jméno Elks (wapiti).